# 伊疆春
伊疆春是伊犁新源出产的一系列浓香型白酒，源于1971年建立的霍城县国营白酒厂，因经营不善，1999改制；但改制后首多方原因影响，营运仍欠佳，至2012年基本停产。但因酒厂一直依古法认真酿酒，所以其产品“伊疆春”在当地消费者中尚具良好的口碑。后深圳市澳跃运通实业收购酒厂，成立“新疆伊疆春酒业有限公司”，革新企管，升级生产线，方恢复生产。